# پدخاله

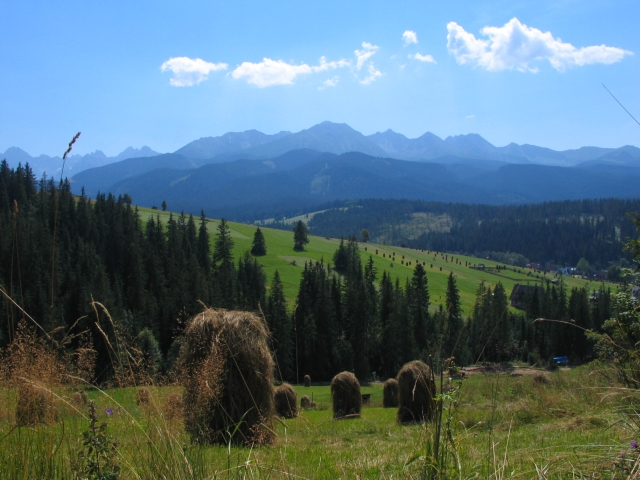
پُدخاله. نمایی از تاراسوفکا کوه‌های تاترا در افق دیده می‌شود.

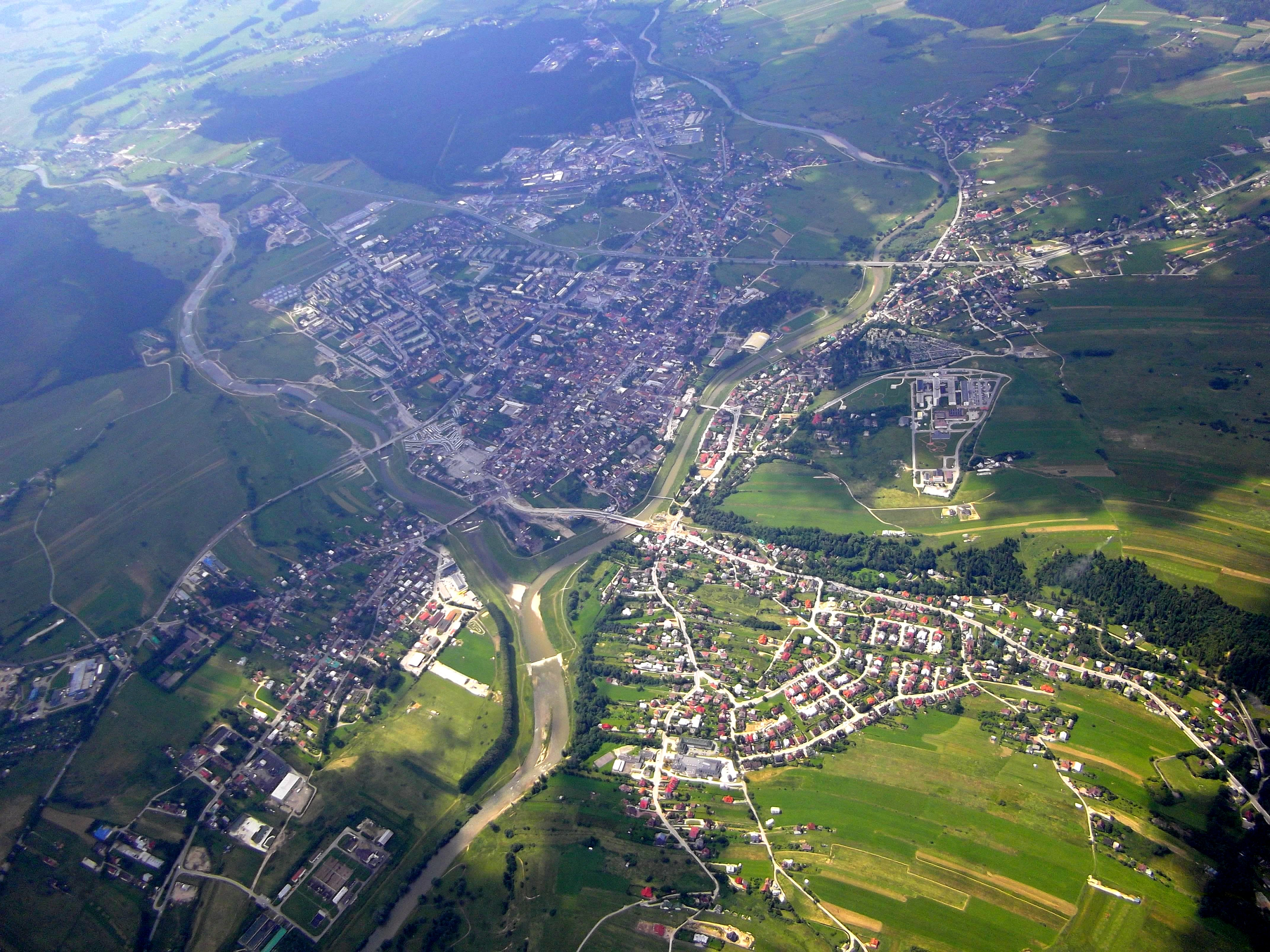
نمای دید پرنده از نوو تارگ، پایتخت منطقه

پُدخاله (لهستانی: Podhale؛ ‏ معنای تحت‌الفظی: پائینِ مراتعِ کوهستانی) جنوبی‌ترین منطقه لهستان است که گاهی به آن «ارتفاعات لهستان» هم گفته می‌شود. پُدخاله در دامنه‌های رشته کوه‌های تاترا در رشته‌های کوه‌های کارپات قرار دارد. پُدخاله در سرزمین‌های گورال واقع است است که شبکه‌ای از مناطق تاریخی گورال‌ها هستند.